# 科爾查尼
科爾查尼（西班牙語：Colchani）是玻利維亞波托西省基哈罗县烏尤尼市鎮的一個城鎮。該鎮位於海拔3668公尺的烏尤尼鹽沼東岸。2009年人口數量為611人。